# Pedra Branca do Amapari
Pedra Branca do Amapari is een gemeente in de Braziliaanse deelstaat Amapá. De gemeente telt 8.182 inwoners (schatting 2009).

## Geografie

### Hydrografie
De plaats ligt aan de rivier de Amapari. De rivier de Tucunapi mondt uit in de Amapari. De rivier de Araguari maakt deel uit van de gemeentegrens.

### Aangrenzende gemeenten
De gemeente grenst aan Ferreira Gomes, Laranjal do Jari, Mazagão, Oiapoque, Porto Grande en Serra do Navio.

### Beschermd gebied

#### Inheems gebied
- Terra Indígena Waiãpi - bewoond door de Wayampi[1]

## Cultuur

### Bezienswaardigheden
- Nationaal park Montanhas do Tumucumaque

## Verkeer en vervoer

### Wegen
Pedra Branca do Amapari is via de hoofdweg BR-210 verbonden met Porto Grande en Serra do Navio.

### Spoor
De spoorlijn van Estrada de Ferro Amapá verbindt de plaats met de haven van Santana en de gemeente Serra do Navio.